# Russische Akademie für Bildung

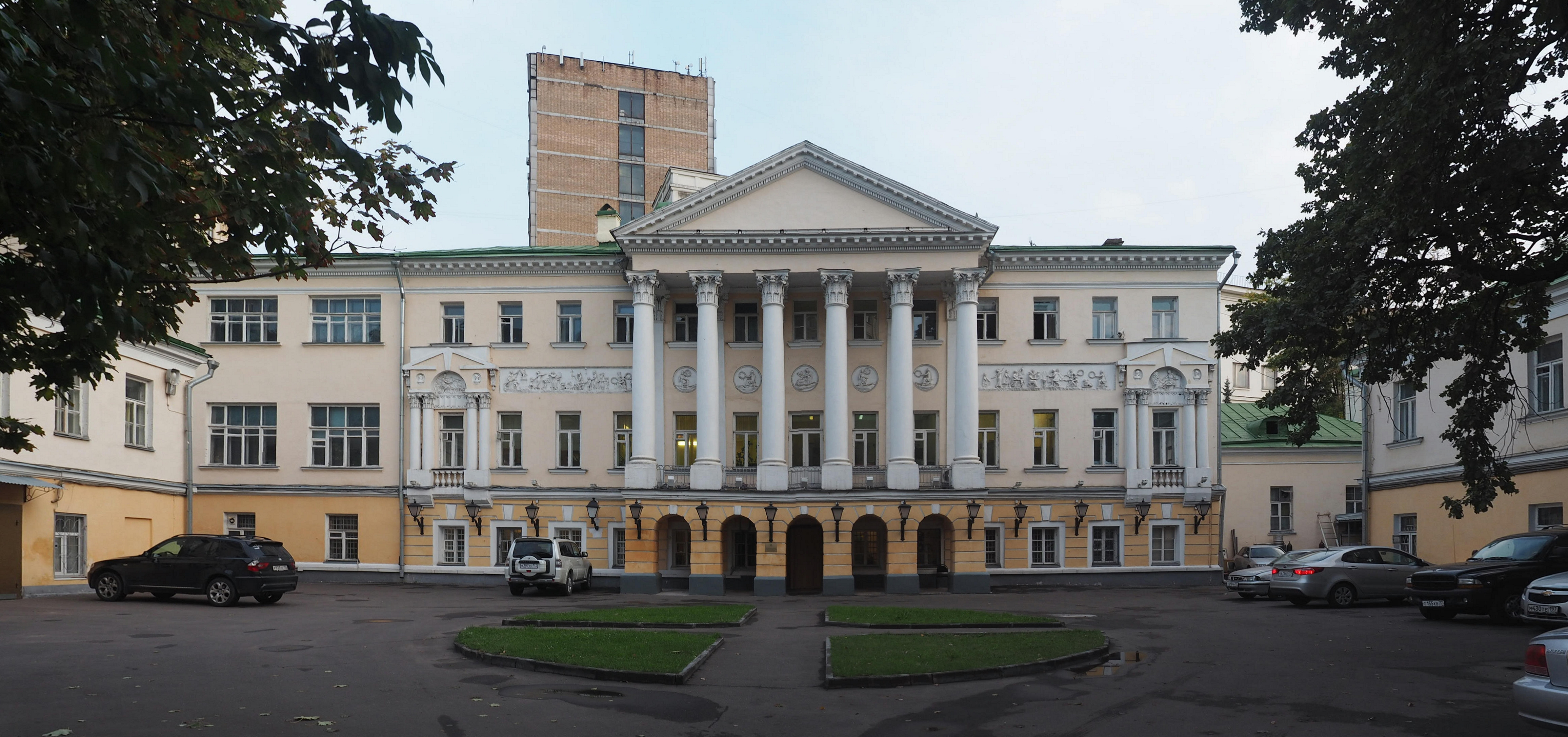
Wissenschaftliche Pädagogische Zentralbibliothek K. D. Uschinski

Die Russische Akademie für Bildung (RAO, russisch Росси́йская акаде́мия образова́ния) ist die staatliche Akademie der Wissenschaften der Russischen Föderation, die Wissenschaftler aus den Bereichen Bildung und Pädagogik vereint. Sie ist die Nachfolgeeinrichtung der Akademie der Pädagogischen Wissenschaften der UdSSR, die von 1966 bis Ende 1991 bestand. Deren Vorgänger war die Akademie der Pädagogischen Wissenschaften der RSFSR, die nur für Russland ab 1943 bestand. Daher feierte die RAO 2023 ihre 80-jähriges Bestehen.

## Entwicklung
Am 19. Dezember 1991 wurde der Psychologe A. W. Petrowski zum Präsidenten und Organisator der RAO ernannt und 1992 zum ersten Präsidenten (1992–1997) gewählt. Im September 2013 wurde das Gesetz „Über die Russische Akademie der Wissenschaften, die Neuorganisation der staatlichen Akademien der Wissenschaften und Änderungen bestimmter Rechtsakte der Russischen Föderation“ verabschiedet. Es betraf daneben die Russische Akademie der Wissenschaften, Russische Akademie der Medizinischen Wissenschaften, Russische Akademie der Agrarwissenschaften, Russische Akademie für Architektur und Bauwissenschaften und Russische Akademie der Künste. „Das Bildungssystem sollte nicht nur einen gebildeten Menschen, sondern auch einen Bürger, einen Patrioten Russlands vorbereiten“, formulierte der Philosoph und Universitätsleiter Sergei Gawrow den Zweck der Reform. Die Akademie für Bildung wurde bis 2018 von der Linguistin und engen Vertrauten von Wladimir Putin, Ljudmila Werbizkaja (1936–2019), übernommen und unterstand dem Ministerium für Bildung und Wissenschaft. Im Dezember 2014 wurden die zum RAO-System gehörenden Institute neu geordnet – aus 22 wurden 10 wissenschaftliche Organisationen gegründet (später auf 9 reduziert). Im Mai 2018 wurde das Ministerium in das Ministerium für Wissenschaft und Hochschulbildung und das Bildungsministerium aufgeteilt und die bisher der RAO unterstellten Forschungsinstitute zwischen diesen beiden Ministerien neu verteilt. Seit 2021 leitet die Historikerin und ehemalige Bildungsministerin Olga Wassiljewa die Akademie.

## Organisation
Unter dem Präsidium gibt es folgende Abteilungen:
- Abteilung für Bildungsphilosophie und theoretische Pädagogik
- Abteilung für Psychologie und Entwicklungsphysiologie
- Abteilung für allgemeine Sekundarschulbildung
- Abteilung für Berufsbildung
- Abteilung für Bildung und Kultur
- Zentralbibliothek und Archiv

Regionale Niederlassungen der RAO bestehen für:
- Sibirien (bei der Universität Krasnojarsk)
- Nordwesten (bei der Russischen Staatlichen Pädagogischen Universität St. Petersburg)
- Süden (bei der Rostower Staatliche Pädagogische Universität)
- Zentrum (beim Psychologischen Institut)
- Fernost (bei der Fernöstlichen Föderalen Universität)
- Wolgaregion (Kasan)

Dem Ministerium für Wissenschaft und Hochschulbildung unterstehen folgende Institute:
- Psychologisches Institut RAO
- Institut für die Entwicklung von Bildungssystemen der Russischen Offenen Gesellschaft (Tomsk)
- Institut für Pädagogik, Psychologie und soziale Probleme

Dem Bildungsministerium unterstehen folgende Institute:
- Institut für Altersphysiologie RAO
- Institut für Justizvollzugspädagogik RAO[3]
- Institut für Bildungsmanagement RAO (im Dezember 2014 aus Institut für Sozialisation und Bildung, Institut für Bildungssoziologie, Institut für Informatisierung der Bildung, Institut für Pädagogische Bildung und Erwachsenenbildung und Institut für wissenschaftliche und pädagogische Information)
- Institut für Bildungsentwicklungsstrategie RAO (entstanden aus Fusion des Instituts für Strategie und Institut für Theorie der Bildung (bis 27. August 2014 – Institut für Theorie und Geschichte der Pädagogik))
- Institut für Innovation in der Bildung RAO
- Institut für Lehrinhalte und -methoden RAO
- Institut für Bildungstechnologien RAO
- Institut für strategische Bildungsstudien RAO
- Institut für das Studium von Kindheit, Familie und Bildung RAO (entstanden aus Fusion des Instituts für psychologische und pädagogische Probleme der Kindheit, des Instituts für Sozialpädagogik und des Instituts für Familie und Bildung)[4]
- Institut für Kunsterziehung und Kulturwissenschaften RAO (entstanden aus der Fusion des Instituts für Kunsterziehung und des Instituts für Kulturwissenschaften der Bildung)

## Einzelbelege
1. ↑  «Государству не все равно» Der Staat kümmert sich. Abgerufen am 23. November 2023 (russisch).
2. ↑  Sergey Gavrov - Doctor of Philosophy - SciPeople. Abgerufen am 23. November 2023.
3. ↑  Susanne Rieckhoff: Strafvollzug in Russland. (PDF) Universität Greifswald, 2008, S. 188–201, abgerufen am 23. November 2023.
4. ↑  Christian Fröhlich (National Research University "Higher School of Economics" Moskau): Analyse: In kleinen Schritten zur gesellschaftlichen Teilhabe? Die gegenwärtige Lage von Menschen mit Behinderungen in Russland. 9. Dezember 2019, abgerufen am 1. Dezember 2023.